# 1222
- Wikisource

| Calendário gregoriano                                                        | 1222 MCCXXII                                         |
| Ab urbe condita                                                              | 1975                                                 |
| Calendário arménio                                                           | 671 – 672                                            |
| Calendário bahá'í                                                            | -622 – -621                                          |
| Calendário budista                                                           | 1766                                                 |
| Calendário chinês                                                            | 3918 – 3919 Início a 14 de janeiro (aproximadamente) |
| Calendário copta                                                             | 938 – 939                                            |
| Calendário etíope                                                            | 1214 – 1215                                          |
| Calendários hindus - Vikram Samvat - Calendário nacional indiano - Cáli Iuga | 1277 – 1278 1143 – 1144 4322 – 4323                  |
| Calendário Holoceno                                                          | 11222                                                |
| Calendário islâmico                                                          | 619 – 620                                            |
| Calendário judaico                                                           | 4982 – 4983                                          |
| Calendário persa                                                             | 600 – 601                                            |
| Calendário rúnico                                                            | 1472                                                 |
| Calendário solar tailandês                                                   | 1765                                                 |

1222 (MCCXXII, na numeração romana) foi um ano comum do século XIII do Calendário Juliano, da Era de Cristo, a sua letra dominical foi B (52 semanas), teve início a um sábado e terminou também a um sábado.
| Ano completo                   |
| ------------------------------ |
| Ano comum com início ao sábado |

## Eventos
- Consagração do Mosteiro de Alcobaça.
- 23 de setembro - Papa Calisto II resolve a questão das investiduras por meio da Concordata de Worms, que marca o início da supremacia da autoridade papal sobre a imperial.

## Nascimentos
- 16 de fevereiro - Nasce Nitiren Daishonin, fundador da escola budista Nitiren, na vila de Kominato, Província de Awa, na atual Província de Tiba.